# Web Map Service

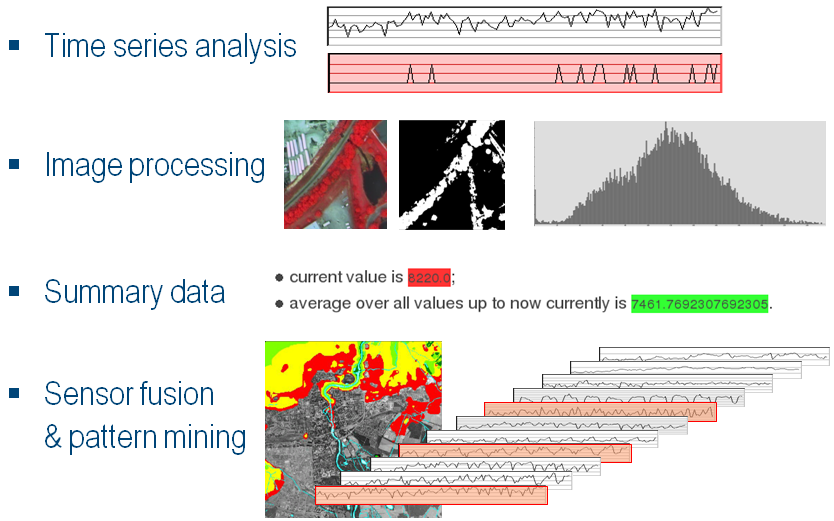
Imagen del servicio Web Map

El servicio Web Map (WMS) definido por el OGC (Open Geospatial Consortium) produce mapas de datos referenciados espacialmente, de forma dinámica a partir de información geográfica. Este estándar internacional define un "mapa" como una representación de la información geográfica en forma de un archivo de imagen digital conveniente para la exhibición en una pantalla de ordenador. Un mapa no consiste en los propios datos. Los mapas producidos por WMS se generan normalmente en un formato de imagen como PNG, GIF o JPEG, y opcionalmente como gráficos vectoriales en formato SVG (Scalable Vector Graphics) o WebCGM (Web Computer Graphics Metafile).
El estándar define tres operaciones:
1. Devolver metadatos del nivel de servicio.
2. Devolver un mapa cuyos parámetros geográficos y dimensionales han sido bien definidos.
3. Devolver información de características particulares mostradas en el mapa (opcionales).

Las operaciones WMS pueden ser invocadas usando un navegador estándar realizando peticiones en la forma de URLs (Uniform Resource Locators). El contenido de tales URLs depende de la operación solicitada. Concretamente, al solicitar un mapa, la URL indica qué información debe ser mostrada en el mapa, qué porción de la tierra debe dibujar, el sistema de coordenadas de referencia, y la anchura y la altura de la imagen de salida. Cuando dos o más mapas se producen con los mismos parámetros geográficos y tamaño de salida, los resultados se pueden solapar para producir un mapa compuesto. El uso de formatos de imagen que soportan fondos transparentes (e.g., GIF o PNG) permite que los mapas subyacentes sean visibles. Además, se puede solicitar mapas individuales de diversos servidores.
El servicio WMS permite así la creación de una red de servidores distribuidos de mapas, a partir de los cuales los clientes pueden construir mapas a medida.
Las operaciones WMS también pueden ser invocadas usando clientes avanzados SIG, realizando igualmente peticiones en la forma de URLs. Existe software libre, como las aplicaciones GRASS, uDIG, gvSIG, Kosmo y otros, que permite este acceso avanzado a la información remota, añadiendo la ventaja de poder cruzarla con información local y disponer de una gran variedad de herramientas del Sistema de información geográfica.

## Servidores WMS
- Catálogo de servidores WMS del proyecto Geoforge (varios países, en inglés)
- Catálogo de servidores WMS en www.skylab-mobilesystems.com (en inglés)
- Catálogo de servidores WMS en www.ogc-services.net (en inglés)
- Servicios de visualización de la Infraestructura de Datos Espaciales de España (IDEE)
- Servicio WMS del Mapa Topográfico Nacional de España (MTN50: escala 1:50000)
- Catálogo de servidores WMS de los municipios de La Rioja - España

## Buscadores especializados en servicios WMS
- MapMatters: Catálogo de servicios WMS Archivado el 26 de febrero de 2021 en Wayback Machine.
- Looking for Maps: Buscador de servidores WMS y servicios KML
- Geopole: Repositorio de servicios WMS (sin actualizaciones desde 2011) Archivado el 12 de febrero de 2020 en Wayback Machine.

### Lista de servicios de visualización, WMS, de España
Para consultar los servicios WMS desarrollados en España ir al Directorio de Servicios del geoportal de la IDEE
| Descripción | Web                                                                   | Enlace con el servidor                                               |
| --- | --------------------------------------------------------------------- | -------------------------------------------------------------------- |
| Mapa base de la IDEE                                                                                              | Visualizador de la IDEE                                               | Enlace WMS                                                           |
| Cartografía Catastral de España                                                                                   | Catastro                                                              | Enlace WMS                                                           |
| Cartografía de La Rioja (España)                                                                                  | IDERioja Archivado el 19 de marzo de 2018 en Wayback Machine.         | Enlace WMS                                                           |
| Ocupación del Suelo de España                                                                                     | Corine y SIOSE                                                        | Enlace WMS                                                           |
| Ortofoto SIGPAC                                                                                                   | SIGPAC                                                                | Enlace WMS Archivado el 10 de septiembre de 2010 en Wayback Machine. |
| Atlas Climático Digital de la península ibérica                                                                   | Web del Proyecto Archivado el 16 de junio de 2011 en Wayback Machine. | Enlace WMS                                                           |
| Sistema de Información Territorial de Aragón (SITAR)                                                              | SITAR                                                                 | Enlace WMS                                                           |
| Sistema de Información Territorial e Infraestructura de Datos Espaciales del Principado de Asturias (SITPA-IDEAS) | SITPA-IDEAS                                                           | Enlace WMS                                                           |
| SITGA-IDEG (Junta de Galicia)                                                                                     | SITGA                                                                 | URL Servidor Web de Mapas                                            |
| Geoservicios del Institut Cartogràfic de Catalunya                                                                | Web del ICC                                                           | Listado e integración de servicios                                   |
| Infraestructura de Datos Espaciales de Canarias                                                                   | IDECanarias                                                           | Catálogo de servicios                                                |
| Instituto Cartográfico Valenciano                                                                                 | Web del ICV                                                           | Enlace WMS                                                           |
| IDENA (Infraestructura de Datos Espaciales de Navarra).                                                           | Catálogo de Servicios                                                 | Enlace WMS                                                           |
| IDERM (Infraestructura de Datos Espaciales de la Región de Murcia)                                                | Web del IDERM                                                         | Enlace WMS                                                           |
| GeoAraba (Portal Geográfico de Álava)                                                                             | GeoAraba                                                              | Servicios Web                                                        |

## Software compatible
- GeoZilla software SIG bajo licencia GNU del proyecto Geoforge
- OpenJump (Java Unified Mapping Platform)- Software SIG bajo licencia GNU con compatibilidad para servidores WMS
- UMN Mapserver - Servidor cartográfico de código libre con capacidades WMS
- MiraMon Server - Software de servicios estándar OGC
- Spot - Software GPS de código libre con soporte cliente para WMS destinado a equipos móviles
- gvSIG - Software SIG bajo licencia GNU GPL con compatibilidad para servidores WMS
- Sital 2008 Software español de código no libre orientado a la Administración Local
- Kosmo - Sistema de Información Geográfica de escritorio de funcionalidades avanzadas bajo licencia GNU GPL
- Google Earth soporta WMS (desde la Beta 4) ver ejemplo: Catastro de España

## Páginas web con visores WMS
- Web de SITPA-IDEAS, Sistema de Información Territorial e Infraestructura de Datos Espaciales del Principado de Asturias
- Web de geoEuskadi, Infraestructura de Datos Espaciales de Euskadi
- Web de la Infraestructura de Datos Espaciales del Gobierno de Canarias (IDECanarias)
- Web de la Infraestructura de Datos Espaciales de Andalucía (IDEA)
- Web de la Infraestructura de Datos Espaciales de Cataluña (IDEC)
- Geoportal de la Infraestructura de Datos Espaciales de España (IDEE)
- Web de la Infraestructura de Datos Espaciales del Ministerio de Agricultura, Alimentación y Medio Ambiente de España (IDE)
- Web de la Infraestructura de Datos Espaciales del Gobierno de La Rioja - España (IDERIOJA) Archivado el 19 de marzo de 2018 en Wayback Machine.
- Catálogo de servicios OGC del CREAF
- Humboldt OGC WMS Viewer
- Osaka City University OGC WMS Viewer
- Para mostrar servicios WMS sobre Google Maps
- OGC-Services.NET
- Goolzoom: Sistema de Información Geográfica desarrollado con Google Maps con más de 150.000 mapas. (Servidores WMS)
- Web de la Infraestructura de Datos Espaciales de NAVARRA (IDENA) Archivado el 15 de septiembre de 2019 en Wayback Machine.
- GeoAraba. Portal Geográfico de Álava